# Salmo ghigii
Salmo ghigii är en fisk i familjen laxfiskar som förekommer i södra Europa. Populationen infogades tidvis i Salmo cettii. Mellan populationerna finns större genetiska avvikelser och kanske delas beståndet upp i olika arter.
Denna fisk förekommer i Italien, sydöstra Frankrike, på Korsika och på Sardinien i vattendrag som avvattnar mot Medelhavet. Arten föredrar vattendrag som är fattig på näringsämnen med sand, grus eller klippor på botten. Vid kanten kan vattenväxter eller rötter av träd finnas. Äldre exemplar hittas i djupa delar av vattendraget. Salmo ghigii äter små fiskar, grodyngel, dagsländor, tvåvingar, bäcksländor och nattsländor.
Ungarna blir efter 2 till 3 år könsmogna och livslängden är ungefär 8 år. De vuxna exemplaren vandrar en kortare sträcka till vattendragens övre lopp före parningen mellan november och februari eller mars.  Honor gräver en grop innan de lägger ägg.
Beståndet påverkas av konkurrensen med introducerade arter av släktet Salmo. Dessutom uppstår hybrider. Andra hot är vattenföroreningar och förändringar av vattendragens läge. Dammbyggnader utan fisktrappa förhindrar att arten når platserna för fortplantningen. Enligt uppskattningar fanns i början av 2025 ungefär 10 000 vuxna exemplar kvar. Tidigare var den taxonomiska avgränsningen mot andra släktmedlemmar oklar. Populationens minskning under åren 2020 till 2030 kan därför ligga mellan 30 och 80 procent. IUCN listar arten som starkt hotad (EN).